# Schobert Nunatak
Lo Schobert Nunatak  è un nunatak (cioè un picco roccioso isolato) antartico, che sovrasta la parte terminale del ghiacciaio Bowman, 7 km a est del monte Dean, all'estremità nordorientale del Quarles Range, catena montuosa che fa parte dei Monti della Regina Maud, in Antartide.

## Storia
Fu mappato per la prima volta dalla spedizione antartica guidata dall'esploratore polare statunitense Byrd nel 1928-30.
La denominazione fu assegnata dall'Advisory Committee on Antarctic Names (US-ACAN) in onore di William J. Schobert, elettricista aeronautico e supervisore dell'officina di manutenzione con la squadriglia VX-6 durante l'Operazione Deep Freeze nel periodo 1964-67.